# Cosâmbești
Cosâmbești község és falu Ialomița megyében, Munténiában, Romániában. A hozzá tartozó település: Gimbășani.

## Fekvése
A megye déli részén található, a megyeszékhelytől, Sloboziatól, nyolc kilométerre keletre, a Ialomița folyó jobb partján..

## Története
A 19. század közepén Ialomița megye Ialomița-Balta járásához tartozott és Cosâmbești, Ghimbășani illetve Popești falvakból állt, összesen 2395 lakossal. A község területén ekkor három templom és három iskola működött.
1925-ös évkönyv szerint 2742 lakosa volt és Cosâmbești illetve Ghimbășani falvakból állt. 1931-ben két községre osztották, Cosâmbești községe Cosâmbești és Constantin Brâncoveanu falvakból, míg Ghimbășani községe pedig Ghimbășani és Ion Lahovari falvakból állt, de hamarosan ismét visszaállították a korábbi községi határokat.
1950-ben a Ialomițai régió Slobozia rajonjának volt a része, majd 1952-ben a Bukaresti régióhoz csatolták. 1968-ban ismét Ialomița megye része lett, ugyanakkor hozzá csatolták az ekkor megszüntetett Mărculești község területét is, Mărculești faluval együtt. Ugyancsak ekkor helyezték közigazgatási irányítása alá az 1951-ben alapított Viișoara falut is, ahova a kommunista rezsim ellenségeit telepítették át családostól a Bánság területéről. Viișoara 1982-re teljesen elnéptelenedett.
2005-ben Mărculești ismét önálló község lett.

## Lakossága
| Nemzetiségek | 2002 * | 2002 * |
| ------------ | ------ | ------ |
| Románok      | 3514   | 99,88% |
| Romák        | 4      | 0,11%  |
| Összesen     | 3518   | 100,0% |

* Mărculești település lakosságával együtt.

## Látnivalók
A román Nemzeti kulturális és örökségvédelmi hivatal által számon tartott műemlékek Cosâmbești településen a következők:
- Bolomey udvarháza 1898-ban épült.
- Gheorghe Popescu lakóháza, 1880-ból.
- Szent Miklós ortodox templom, 1859-ből.
- Cristofor Zupcu lakóháza, a 20. század elejéről.
- Frusina Popescu lakóháza, 1891-ből.
- Két kőkereszt, 1818-ból illetve 1821-ből.
- Régészeti lelőhely, 9. illetve 11. századi településmaradványokkal.